# 2023-as öttusa-világbajnokság
A 2023-as öttusa-világbajnokságot, amely a 62. volt, a nagy-britanniai Bathban rendeztek 2023. augusztus 19. és 28. között. Az öt versenyszám a hagyományos vívás, úszás, lovaglás és a lövészettel kombinált futás voltak.

## Menetrend
| Esemény                              | Dátum         |
| ------------------------------------ | ------------- |
| Női lézer futás                      | augusztus 19. |
| Férfi lézer futás                    | augusztus 20. |
| Vegyes lézer futás váltó, Para váltó | augusztus 21. |
| Férfi váltó, Női váltó               | augusztus 22. |
| Női selejtező                        | augusztus 23. |
| Férfi selejtező                      | augusztus 24. |
| Női elődöntő                         | augusztus 25. |
| Férfi elődöntő                       | augusztus 26. |
| Női döntő                            | augusztus 27. |
| Férfi döntő                          | augusztus 28. |

## Érmesek

### Öttusa

#### Férfi
| Versenyszám | Arany                                                         | Arany | Ezüst                                                          | Ezüst | Bronz                                                 | Bronz |
| ----------- | ------------------------------------------------------------- | ----- | -------------------------------------------------------------- | ----- | ----------------------------------------------------- | ----- |
| Egyéni      | Joseph Choong · Nagy-Britannia                                | 1523  | Emiliano Hernández · Mexikó                                    | 1518  | Mohanad Shaban · Egyiptom                             | 1514  |
| Csapat      | Egyiptom · Ahmed El-Gendy · Mohamed El-Gendy · Mohanad Shaban | 4530  | Nagy-Britannia · Charles Brown · Joseph Choong · Myles Pillage | 4450  | Dél-Korea · Jun Woong-tae · Jung Jin-hwa · Lee Ji-hun | 4450  |
| Váltó       | Egyiptom · Ahmed Hamed · Moutaz Mohamed                       | 1467  | Magyarország · Regős Gergely · Szép Balázs                     | 1463  | Dél-Korea · Lee Ji-hun · Seo Chang-wan                | 1462  |

#### Női
| Versenyszám | Arany                                                          | Arany | Ezüst                                                           | Ezüst | Bronz                                                      | Bronz |
| ----------- | -------------------------------------------------------------- | ----- | --------------------------------------------------------------- | ----- | ---------------------------------------------------------- | ----- |
| Egyéni      | Elena Micheli · Olaszország                                    | 1429  | Alice Sotero · Olaszország                                      | 1420  | Kerenza Bryson · Nagy-Britannia                            | 1419  |
| Csapat      | Olaszország · Alessandra Frezza · Elena Micheli · Alice Sotero | 4221  | Nagy-Britannia · Kerenza Bryson · Olivia Green · Jessica Varley | 4207  | Magyarország · Barta Luca · Bauer Blanka · Gulyás Michelle | 3537  |
| Váltó       | Egyiptom · Malak Ismail · Amira Kandil                         | 1315  | Olaszország · Beatrice Mercuri · Aurora Tognetti                | 1309  | Mexikó · Mariana Arceo · Mayan Oliver                      | 1290  |

#### Vegyes
| Versenyszám | Arany                                          | Arany | Ezüst                                   | Ezüst | Bronz                                       | Bronz |
| ----------- | ---------------------------------------------- | ----- | --------------------------------------- | ----- | ------------------------------------------- | ----- |
| Váltó       | Egyiptom · Mohanad Shaban · Salma Abdelmaksoud | 1413  | Dél-Korea · Jun Woong-tae · Kim Sun-woo | 1395  | Csehország · Marek Grycz · Lucie Hlaváčková | 1290  |

### Lézer futás
| Versenyszám  | Arany                                                                    | Arany    | Ezüst                                                                | Ezüst    | Bronz                                                         | Bronz    |
| ------------ | ------------------------------------------------------------------------ | -------- | -------------------------------------------------------------------- | -------- | ------------------------------------------------------------- | -------- |
| Férfi egyéni | Pau Salomo · Spanyolország                                               | 10:00,45 | Alexandre Dällenbach · Svájc                                         | 10:02,79 | Luo Shuai · Kína                                              | 10:07.47 |
| Férfi csapat | Litvánia · Titas Puronas · Paulius Vagnorius · Danielius Jevensaper      | 31:45,08 | Franciaország · Mohamed-Kamis Mtir · William Atger · Audric Lambolez | 32:16,12 | Nagy-Britannia · Alex Bigg · Samuel Curry · Guy Anderson      | 33:11,56 |
| Női egyéni   | Elzbieta Adomaitytė · Litvánia                                           | 11:39,00 | Devan Wiebe · Kanada                                                 | 11:48,20 | Alexandra Bousfield · Nagy-Britannia                          | 12:05,50 |
| Női csapat   | Litvánia · Elzbieta Adomaitytė · Anastasija Chafizova · Neda Doroševaitė | 36:58,80 | Franciaország · Victoria Michon · Marine Bonneaud · Nelly Gaucher    | 44:04,10 | Kuvait · Haya Al-Fares · Qairawan Al-Bathali · Shouq Al-Sabah | 49:43,00 |
| Vegyes váltó | Svájc · Katharina Jurt · Alexandre Dällenbach                            | 12:14,73 | Mexikó · Tamara Vega · Lorenzo Macías                                | 12:20,94 | Litvánia · Elzbieta Adomaitytė · Titas Puronas                | 12:27,27 |

## Éremtáblázat
|          | Nemzet             | Arany | Ezüst | Bronz | Összesen |
| 1.       | Egyiptom           | 4     | 0     | 1     | 5        |
| 2.       | Litvánia           | 3     | 0     | 1     | 4        |
| 3.       | Olaszország        | 2     | 2     | 0     | 4        |
| 4.       | Egyesült Királyság | 1     | 2     | 3     | 6        |
| 5.       | Svájc              | 1     | 1     | 0     | 2        |
| 6.       | Spanyolország      | 1     | 0     | 0     | 1        |
| 7.       | Mexikó             | 0     | 2     | 1     | 3        |
| 8.       | Franciaország      | 0     | 2     | 0     | 2        |
| 9.       | Dél-Korea          | 0     | 1     | 2     | 3        |
| 10.      | Magyarország       | 0     | 1     | 1     | 2        |
| 11.      | Kanada             | 0     | 1     | 0     | 1        |
| 12.      | Kína               | 0     | 0     | 1     | 1        |
| 12.      | Csehország         | 0     | 0     | 1     | 1        |
| 12.      | Kuvait             | 0     | 0     | 1     | 1        |
| Összesen | Összesen           | 12    | 12    | 12    | 36       |